# Marc St. Jean
Marc St. Jean (* 27. Mai 1978 in Ottawa, Ontario) ist ein ehemaliger deutsch-kanadischer Eishockeyspieler und derzeitiger -trainer. In seiner aktiven Karriere spielte er hauptsächlich für Vereine der 2. Eishockey-Bundesliga. Zuletzt war er Cheftrainer und sportlicher Leiter des SC Bietigheim-Bissingen aus der DEL2.

## Spielerkarriere
Marc St. Jean absolvierte in der Saison 1996/97 eine Partie für die Olympiques de Hull aus der kanadischen  Juniorenliga QMJHL. Seine Studienzeit verbrachte St. Jean an der Wayne State University, für deren Eishockeymannschaft er im Spielbetrieb der Collegesportorganisation NCAA auflief. In den Play-offs der Saison 2002/03 bestritt er seine ersten Profieinsätze für die Elmira Jackals aus der United Hockey League.
Nachdem er in der folgenden Spielzeit für die ECHL-Teams Charlotte Checkers und Atlantic City Boardwalk Bullies aufs Eis gegangen war, wechselte der Kanadier im Sommer 2004 zu den Heilbronner Falken in die deutsche Oberliga. Nach einer Saison unterschrieb St. Jean einen Vertrag beim Ligakonkurrenten EV Landsberg, mit dem er noch im ersten Jahr in die 2. Bundesliga aufstieg. 2007 wurde der Abwehrspieler vom EV Ravensburg verpflichtet, der ihn allerdings hauptsächlich beim Kooperationspartner EC Bad Tölz in der Oberliga einsetzte. Nachdem die Löwen selbst in die zweite Liga aufgestiegen waren, gehörte St. Jean zum Stammkader in Bad Tölz, kehrte jedoch nach der Insolvenz des Vereins zu den Heilbronner Falken zurück. Im Januar 2010 wurde er von den SERC Wild Wings verpflichtet, nachdem er kurz zuvor die deutsche Staatsbürgerschaft erhalten hatte und damit nicht mehr unter das Ausländerkontingent fiel.
Im September 2010 nahmen die Dresdner Eislöwen St. Jean nach dem vorzeitigen Karriereende von Nico Pyka unter Vertrag. Nach der Saison 2011/12 beendet St. Jean seine Karriere aufgrund eines Schädel-Hirn-Traumas, aufgrund dessen er schon den Großteil der Saison 2011/12 verpasst hatte.

## Trainerkarriere
Ab September 2013 war St. Jean Assistenztrainer beim SC Bietigheim-Bissingen. Im Mai 2017 übernahm er zusätzlich das Amt des sportlichen Leiters bei den Steelers. Zusammen mit den Steelers erreichte er fünfmal das DEL2-Playoff-Finale und zwei DEL2-Meisterschaften – 2015 und 2018.
Im November 2019 übernahm St. Jean den Cheftrainerposten bei den Steelers, nachdem zuvor Hugo Boisvert entlassen worden war. Mit den Steelers belegte er am Ende der Hauptrunde der Saison 2019/20 den achten Tabellenplatz. Anschließend erhielt er keinen neuen Vertrag mehr bei dem Club.

## Karrierestatistik
(Legende zur Spielerstatistik: Sp oder GP = absolvierte Spiele; T oder G = erzielte Tore; V oder A = erzielte Assists; Pkt oder Pts = erzielte Scorerpunkte; SM oder PIM = erhaltene Strafminuten; +/− = Plus/Minus-Bilanz; PP = erzielte Überzahltore; SH = erzielte Unterzahltore; GW = erzielte Siegtore; 1 Play-downs/Relegation; Kursiv: Statistik nicht vollständig)